# Mästarnas mästare
Mästarnas mästare är ett svenskt tävlingsprogram efter det belgiska formatet Eeuwige roem som även har sänts i Norge, Danmark, Finland, Belgien, Nederländerna och Tyskland. Den svenska upplagan har visats i Sveriges Television varje år sedan 2009.
Programmet går ut på att ett antal före detta sportstjärnor, som alla har varit mästare i sina sporter och avslutat sina aktiva idrottskarriärer, möter varandra i olika grenar och avsnitt till dess att endast vinnaren återstår, det vill säga den person som blir korad till säsongens Mästarnas mästare. Samtliga säsonger har spelats in på höstar och sänts under vinter/vårar, och de flesta inspelningar har genomförts i länder kring Medelhavet (oftast i Grekland och Spanien), dock med undantag för säsong 4 som spelades in runt Balatonsjön i Ungern, säsongerna 6 och 15 som spelades in i länder vid Adriatiska havet och säsong 13 som, på grund av covid-19-pandemin, spelades in i Sverige.
År 2010 tilldelades programmet Kristallen i kategorin Årets dokusåpa och året därpå vann programmet kategorin Årets program. Det kan noteras att sedan 2015 har SVT gjort programmet tillgängligt även för synsvaga, genom att parallellsända den linjära sändningen i SVT Play med syntolkning.

## Tävlingsupplägg
Varje säsong av Mästarnas mästare har upplägget med en grundserie som slutligen utmynnar i en semifinal och sedan ett finalprogram där Mästarnas mästare koras. I de flesta avsnitten åker minst en deltagare ut per program tills bara vinnaren är kvar. 
Tävlingarna varvas med bildmaterial från respektive mästares karriär. De övriga tävlande får ställa frågor samtidigt som den mästare som står i fokus får berätta om upplevelser och annat från sin karriär. Filmerna visas endast en gång och när allas deltagares filmer har visats körs inte momentet igen i den säsongen. I tidigare säsonger fick de medverkande visa upp stora delar av sin karriär medan på senare år har handlingen fokuserats kring en specifik händelse i mästarens karriär med en slags uppbyggnad fram till den händelsens avgörande. 

### Säsongsupplägg

#### Säsong 1–3
I de tre första säsongerna, vilka sändes mellan 2009 och 2011, hade programmet upplägget att alla deltagare tävlade från start och för varje program som gick, undantaget en säsongs första avsnitt, fick minst en person lämna tävlingen genom utslagningstävlingen Nattduellen. Varje avsnitt hade sina olika tävlingsgrenar där mästarna ställdes mot varandra individuellt, även om vissa tävlingar var i tillfälliga laguppställningar, där de samlade poäng. Den som hamnat sist i totaltabellen fick utmana en av de övriga mästarna i Nattduellen, dock inte den som vunnit det avsnittet, där endast en av de två fick stanna kvar i programmet.
När det bara var tre deltagare kvar genomfördes finalen där man inte längre räknade poäng utan placeringar efter utslagsomgångar. De två mästare som klarat den sista utslagsgrenen fick tävla i en så kallad Mästarduell där det avgjordes vem som skulle vinna säsongen.

#### Säsong 4–9
I säsongerna som producerades mellan åren 2012 och 2017 hade programmet upplägget att mästarna tävlade i ett slags seriesystem som inleddes med två gruppspel följt av ett slutspel och final. Likt de tidigare säsongerna  tävlade mästarna i olika grenar där varje avsnitt fick en vinnare som blev immun mot utröstning i det programmet medan den som kommit sist fick utmana en av de andra till Nattduell. Efter fyra avsnitt korades vilka två eller tre mästare i den gruppen som skulle få tävla vidare i slutspelet innan nästa grupp körde sina fyra avsnitt på samma villkor som den första gruppen hade gjort. 
När gruppspelen var avgjorda möttes mästarna som hade kvalat vidare från bägge gruppspelen och fick då genomföra ett slags slutspel innan finalen hölls. Finalen hade samma upplägg som innan, vilket innebar att man inte räknade poäng utan placeringar. Finalprogrammen hade alltid inslagen med jaktstart och den avslutande mästarduellen som korade säsongens vinnare.

#### Säsong 10
Den tionde säsongen, vilken sändes 2018, var en så kallad All stars-säsong vilket innebar att den bara innehöll deltagare som tävlat i tidigare säsonger. Upplägget för säsongen liknade upplägget från säsong fyra till nio, dvs. att det var gruppspel och slutspel innan finalen, men en stor skillnad var att mästarna nu var uppdelade i tremannalag istället för att tävla individuellt.
I varje gruppspel tävlade tre lag mot varandra som slutade med att ett lag gick direkt till slutspelet, ett lag fick genomgå ett kval och ett lag åkte ut. De två lagen som hamnade på kvalplats möttes i en tävlingsgren där ett av lagen fick en ny chans att tävla i slutspelet. Därefter genomfördes slutspelet innan det var dags för final där mästarduellen avgjordes.
Nattduellen var kvar i säsongen med skillnaden att mästarna i lagen bytte av varandra mellan varje rond.

#### Säsong 11–15
Säsongerna som sändes mellan åren 2019 och 2023 hade samma gruppspels- och slutspelsupplägg som säsongerna som sändes mellan 2012 och 2017, dock med vissa skillnader. Exempelvis hade varje säsong nu tio deltagare per säsong varför varje grupp tävlade i tre istället för fyra program. En annan förändring var att utslagna mästare i gruppspelen fick en chans att ta sig tillbaka in i finalspelet via en sidotävling kallad Mästarkvalet. Detta sändes i SVT Play med Pernilla Wiberg som tidigare hade tävlat i säsong 4 och 10. I Mästarkvalet fick de utslagna mästarna ställas inför nya utmaningar innan det blev en final där en av dem vann och gavs chansen att få tävla på nytt i det ordinarie spelet igen.
Det fanns även andra specialregler i vissa av de här säsongerna om vem som fick utmana vem till Nattduellen. I några säsonger var det den som vunnit ett avsnitt som fick utmana istället för att den som kommit sist fick det uppdraget. I någon säsong kunde även en immun deltagare också dela ut en extra immunitet om denne ville det, dock inte till deltagaren som hamnat sist.
Finalerna i dessa säsonger hade fortsatt upplägget att man inte räknade poäng utan placeringar som slutligen avgjorde vilka två mästare som skulle mötas i Mästarduellen för att kora en säsongsvinnare.

#### Säsong 16–17
I säsong 16 (år 2024) och 17 (år 2025) deltog nio respektive åtta mästare per säsong som alla tävlade från start istället för att vara uppdelade i gruppspel. Grundomgången genomfördes likt tidigare säsonger med att mästarna ställdes mot varandra i olika grenar, dock i enstaka fall i tillfälliga duos eller laguppställningar, där poäng delades ut efter varje gren. Däremot var det nu inte viktigast att vinna sitt program utan att inte hamna bland de sista när totalpoängen sammanställdes. De tre mästare som hamnat i botten av totaltabellen den veckan fick istället tävla i en kvaltävling där den mästare som placerat sig bäst av de tre fick välja gren bland tre alternativ. Den som förlorade kvaltävlingen hamnade per automatik i Nattduell, dock kördes ytterligare ett avsnitt på samma sätt som det föregående för att kora den andra mästaren till Nattduellen innan det sedan blev en avgörande Nattduell mellan de två. Den som förlorade Nattduellen fick lämna tävlingen utan möjlighet att kvala sig tillbaka. När det var fem mästare kvar i säsongen hölls två semifinalprogram som avgjorde vilka fyra mästare som skulle gå vidare till finalprogrammet.
Några ytterligare förändringar genomfördes i grundomgången, däribland att mästarna fick sina första poäng i ett program utifrån hur de rangordnades i föregående avsnitt, dock undantaget det första avsnittet där samtliga mästare började från noll poäng. Det var heller ingen kvaltävling i det första programmet för en säsong vilket innebar att mästarna istället tog med sig sina poäng till det kommande andra avsnittet.
Själva finalen inleddes med en första utslagstävling mellan de fyra kvarvarande mästarna som var uppdelad i tre deltävlingar. Den mästare som vann sin deltävling behövde inte tävla mer den dagen medan den som förlorade den sista deltävlingen åkte ut. Dagen därpå hölls den så kallade jaktstarten där startordningen utgick från resultatet i den första finaltävlingen, dvs. den som vunnit den första deltävlingen fick starta femton sekunder före tvåan som i sin tur fick starta femton sekunder före trean. Jaktstarten innebar att genomföra tre uppgifter samt springa en längre löprunda mellan varje uppgift där de två som klarat alla moment först gick vidare till Mästarduellen där säsongens vinnare korades.

#### Säsong 18
Den här säsongen blir likt den tionde säsongen en så kallad all-stars-säsong vilket innebär att bara personer som tävlat Mästarnas mästare förut deltar igen. Skillnaden mot den föregående all-stars-säsongen är att deltagarna den här gången kommer att tävla i fem sportpar istället för i sex sporttrios. Sju av de utvalda deltagarna har tidigare vunnit sin säsong. Ett antal andra nyheter har också introducerats i säsongen, däribland ett programledarbyte (från Micke Leijnegard till Karin Frick) samt att sändningarna kommer att ha en viss prägel av de olympiska spelen, detta eftersom Sveriges Television kommer att sända de Olympiska vinterspelen 2026.

### Nattduellen
Alla säsonger som Sveriges Television har producerat i serien har haft med utslagningstävlingen Nattduellen. Den går ut på att två mästare ställs mot varandra i en utslagstävling där endast en av de två får komma tillbaka in i spelet igen. Mästarnas som möts är den som hamnat på sistaplatsen i avsnittet som antingen har utmanat eller blir utmanad av en av de andra mästarna i spelet, dock inte den som vunnit avsnittet.    
I de två första säsongerna bestod duellen av att mästarna skulle fånga ett av sju svärd som vid ett okänt tillfälle föll till marken. Den av de två som fångade svärdet först vann, men om ingen fångade svärdet kördes en ny runda till dess någon vunnit. I alla säsonger därefter har det istället varit en stavduell som går ut på att de två mästarna står på ett lika långt avstånd från en bord på vilken det står fem lysande stavar. Vid något tillfälle släcks en av stavarna och när det sker ska man ta staven. Den av de två som tar den släckta staven först vinner den omgången och sedan fortsätter spelet till dess matchen har slutat 2-0 eller 2-1. För att göra duellen rättvis måste duellanterna hålla i en kätting i varje hand som de inte får släppa förrän någon av stavarna på bordet har slocknat. Skulle det senare hända innan staven har slocknat går segern i den omgången automatiskt till ens motståndare.    
Det har också funnits specialupplägg i Nattduellen, exempelvis mellan säsong 7 och 9 kunde den mästare som blivit utmanad bestämma om de skulle mötas i stavduellen eller en balansduell. Den tionde säsongen, som var en så kallad all-stars-säsong med lagtävling istället för enskild tävling, ställdes två lag mot varandra när det var dags för nattduellen. Det var fortfarande två personer som möttes, men dessa byttes ut efter varje omgång.    
Den allra första Nattduellen i den första säsongen blev unik då det är den enda Nattduell som inte haft någon motståndare. I det här fallet var det deltagaren Susanne Gunnarsson som fick tävla mot sig själv, en duell som hon för övrigt vann.    

## Säsongsinformation

### Säsongerna
| Säsong    | Sändningsdatum            | Vinnare            | Andra plats         | Tredje plats      | Programledare    | Tittarsiffror (genomsnitt) | Inspelningsplats        |
| --------- | ------------------------- | ------------------ | ------------------- | ----------------- | ---------------- | -------------------------- | ----------------------- |
| 1 (2009)  | 13 januari– 17 mars 2009  | Per Elofsson       | Malin Moström       | Erica Johansson   | Micke Leijnegard | 1 439 000                  | Alcalá la Real, Spanien |
| 2 (2010)  | 12 januari– 30 mars 2010  | Armand Krajnc      | Tomas Johansson     | Louise Karlsson   | Micke Leijnegard | 1 784 000                  | Żurrieq, Malta          |
| 3 (2011)  | 27 mars– 29 maj 2011      | Ingemar Stenmark   | Anders Limpar       | Maria Brandin     | Micke Leijnegard | 2 176 500                  | Västra Cypern           |
| 4 (2012)  | 15 april– 3 juni 2012     | Jörgen Jönsson     | Magnus Wislander    | Pernilla Wiberg   | Micke Leijnegard | 2 049 700                  | Balatonsjön, Ungern     |
| 5 (2013)  | 17 mars– 19 maj 2013      | Magdalena Forsberg | Anna Lindberg       | Bernt Johansson   | Micke Leijnegard | 2 272 300                  | Peloponnesos, Grekland  |
| 6 (2014)  | 9 mars– 11 maj 2014       | Thomas Ravelli     | Tommy Söderström    | Anna Laurell      | Micke Leijnegard | 2 128 300                  | Istrien, Kroatien       |
| 7 (2015)  | 29 mars– 31 maj 2015      | Danijela Rundqvist | Björn Lind          | Sara Dikanda      | Micke Leijnegard | 2 053 900                  | Sicilien, Italien       |
| 8 (2016)  | 6 mars– 8 maj 2016        | Peter Forsberg     | Caroline Ek         | Anders Eriksson   | Micke Leijnegard | 2 253 400                  | Almería, Spanien        |
| 9 (2017)  | 5 mars– 7 maj 2017        | Martin Lidberg     | Richard Richardsson | Maria Rooth       | Micke Leijnegard | 1 986 700                  | Algarve, Portugal       |
| 10 (2018) | 4 mars– 29 april 2018     | Bollaget           | Skridskolaget       | Skidlaget         | Micke Leijnegard | 2 042 700                  | Peloponnesos, Grekland  |
| 11 (2019) | 10 mars– 12 maj 2019      | Anders Södergren   | Carolina Klüft      | Kim Martin        | Micke Leijnegard | 1 895 300                  | Kalamata, Grekland      |
| 12 (2020) | 8 mars– 10 maj 2020       | Michel Tornéus     | Frida Hansdotter    | Henrik Windstedt  | Micke Leijnegard | 2 001 900                  | Peloponnesos, Grekland  |
| 13 (2021) | 14 mars– 16 maj 2021      | André Myhrer       | Johanna Larsson     | Therese Alshammar | Micke Leijnegard | 1 624 700                  | Bjärehalvön, Sverige    |
| 14 (2022) | 13 mars– 15 maj 2022      | Sofia Loft         | Henric Stillman     | Emma Green        | Micke Leijnegard | 1 347 100                  | Andalusien, Spanien     |
| 15 (2023) | 5 mars– 7 maj 2023        | Nils van der Poel  | Johan Wissman       | Jörgen Brink      | Micke Leijnegard | 1 288 900                  | Kotorbukten, Montenegro |
| 16 (2024) | 4 februari– 14 april 2024 | Anja Pärson        | Sebastian Larsson   | Jimmy Samuelsson  | Micke Leijnegard | 1 381 000                  | Katalonien, Spanien     |
| 17 (2025) | 9 mars– 11 maj 2025       | Marcus Nilsson     | Nilla Fischer       | Johan Elmander    | Micke Leijnegard | 1 201 700                  | Costa Brava, Spanien    |
| 18 (2026) | 2026                      | Ej avgjort         | Ej avgjort          | Ej avgjort        | Karin Frick      | i.u.                       | Grekland                |

1. ↑  Bestod av Kennet Andersson, Jesper Blomqvist och Magnus Wislander.
2. ↑  Bestod av Peter "Foppa" Forsberg, Per "Pelle" Fosshaug och Maria Rooth.
3. ↑  Bestod av Magdalena Forsberg, Ingemar Stenmark och Pernilla Wiberg.
4. ↑  På grund av coronavirusutbrottet i Europa förlades inspelningarna av den trettonde säsongen på främst Bjärehalvön i Skåne, men även delvis i nordvästra Skåne och i södra Halland.[17]